# Ryder-Gletscher (Antarktika)
Der Ryder-Gletscher ist ein Gletscher mit gemächlichem Gefälle im westantarktischen Palmerland. Er fließt vom Dyer-Plateau in westlicher Richtung in den George-VI-Sund, den er südlich des Gurney Point an der Rymill-Küste erreicht.
Entdeckt und vermessen wurde er 1936 bei der British Graham Land Expedition (1934–1937) unter der Leitung des australischen Polarforschers John Rymill. Das UK Antarctic Place-Names Committee benannte ihn 1954 nach Robert Edward Dudley Ryder (1908–1986), Kapitän des Schoners Penola bei dieser Forschungsreise.